# Cyclops glacialis
Cyclops glacialis – gatunek widłonoga z rodziny Cyclopidae, nazwa naukowa gatunku została po raz pierwszy opublikowana w 1910 roku przez brytyjskiego zoologa George'a Stewardsona Brady'ego.